# Геккер, Юлий Фёдорович
Юлий Фёдорович (Теодорович) Геккер (Julius Friedrich Wilhelm Hecker; 1881—1938) — русский и американский философ, социолог и теолог немецкого происхождения, доктор философии, активный сторонник Советской России. Ученик Франклина Гиддингса.

## Биография
Родился 26 сентября (9 октября по новому стилю — по собственноручной записи Ю. Геккера в американской идентификационной форме) 1881 года в Санкт-Петербурге, крещён 25 октября (по старому стилю) 1881 года в Евангелическо-Лютеранском приходе св. Петра (Петрикирхе). У него были старшие сестры София и Ольга.
Был потомком немцев, которые переехали в Россию из Западной Европы во времена Петра I как судостроители. Отец — Теодор Геккер (Theodor Hecker), ремесленник из петербургских немцев, мать — Августа Луиза Шелонг (Sсhelong) с восточнопрусскими корнями. Теодор (полное имя — Юлиус Фридрих Теодор) Геккер, как сообщают родственники, работал красильщиком и рано умер, семья жила в нищете, и Юлий с десяти лет уже работал на заводе, а сестры — санитарками в больнице.
С конца XIX века Юлий Геккер принимал участие в рабочих движениях Санкт-Петербурга. Избегая ареста, в 1902 году он покинул страну и в 1903 году (через Копенгаген) переехал в США. Контактировал с немецкой методистской Епископальной церковью в Нью-Йорке. Пастор церкви помог ему найти работу и продолжить учёбу. В 1904 году в США переехали и сестры Юлия — София и Ольга. Геккер окончил немецкий методистский Уоллес-колледж в городе Береа в штате Огайо. В США Юлий познакомился с дочерью методистского (в ряде работ ошибочно указано как «лютеранского») священника Елизаветой-Шарлоттой Юнкер (Elizabeth Charlotte Junker), австрийско-немецко-французского происхождения, в дальнейшем они поженились, в браке родилось 5 дочерей. 16 апреля 1913 года получил гражданство США.
Получил университетское образование в Колумбийском университете в Нью-Йорке (департамент (кафедра) политических наук). В 1915 году защитил докторскую диссертацию, посвященную российской социологии. Его научным наставником был профессор социологии Франклин Генри Гиддингс (Franklin Henry Giddings). В 1915 году диссертация Геккера была опубликована издательством Колумбийского университета. Одно из важных положений работы состояло в том, что стержень коммунистических идей происходит от ранних христианских идей равенства людей.
В 1916—1919 годах Геккер работал в Европе (Австрии и Швейцарии). Сначала в Австрии — среди российских военнопленных в городе Визельбург-на-Эрлауфе в качестве сотрудника благотворительной христианской миссии. В феврале 1917 года видел, по его словам, «ликование в среде русских военнопленных, узнавших о падении царизма».
Когда США стали союзником Антанты в Первой мировой войне, то все американские граждане вынуждены были покинуть Австрию. Геккер перебрался в Швейцарию, где работал редактором (YMCA-Press, Association Press и др.), а также сотрудничал с П. И. Бирюковым (биографом Льва Толстого) и Н. А. Рубакиным (библиографом, книговедом и писателем).
В 1919 году вернулся в Америку и стал сотрудничать с посольством Советской России в Нью-Йорке (советская миссия Л. К. Мартенса). Он призывал дружественно относиться к Советской России.
В 1921 году приехал в Россию (по приглашению А. В. Луначарского) и принял участие в организации благотворительных работ в голодающем Поволжье (как самостоятельно, так и в сотрудничестве с APA). В 1921 году семья Геккера переехала в Германию к родственникам, а в конце лета 1922 года — окончательно в РСФСР.
Геккер, получив советское гражданство, начал работать в качестве преподавателя частных курсов. Был сторонником религиозного плюрализма, общался с представителями многих религиозных и философских направлений — контактировал с патриархом Тихоном, старообрядцами, обновленцами, УАПЦ, молоканами, духоборами, квакерами, методистами и представителями Армии Спасения, англиканами и оксфордскими англокатоликами, лютеранами, кальвинистами и пресвитерианами, теософами, толстовцами и пр., помогал изгнанным со своих мест священникам.
В разное время сотрудничал с Московской духовной академией, Институтом красной профессуры, ВОКСом (Всесоюзным Обществом Культурных Связей с заграницей), «Интуристом» (работа с иностранными делегациями: профессура, протестантские священники, деятели культуры). Некоторое время преподавал в техникуме (позже — институте) английский язык.
В конце 1920 — середине 1930-х годов несколько раз выезжал с лекциями в Великобританию и в США (в Лондоне общался с Гербертом Уэллсом, в Оксфордском университете встречался с религиозным философом Н. А. Бердяевым, в Университете Цинциннати вёл диалоги с профессором социологии Эрлом Эдвардом Юбэнком). Позже работал внештатным сотрудником Института философии.
Написал семь книг на английском языке (включая свою диссертацию и позже её переработку в книгу), а также ряд брошюр на русском языке.
В СССР печатался в журналах «Большевик» и «Фронт науки и техники». Вёл переписку с Бернардом Шоу и Рабиндранатом Тагором (утрачена).
Первый и второй (короткие) аресты произошли в период между 1927 и серединой 1928 года (освобождён по ходатайствам Чичерина и Мартенса).
16 февраля 1938 года вновь арестован «как враг народа» и «американский шпион». Был приговорен Военной коллегией Верховного суда СССР и расстрелян 27 апреля того же года. Место захоронения — «Коммунарка».
Реабилитирован 18 апреля 1957 года посмертно.

### Семья
Его жена, Елизавета-Шарлотта Павловна, также попала в ГУЛаг 5 апреля 1938 года как «жена изменника Родины», и провела в сталинских застенках много лет. Была оправдана и вышла на свободу. Умерла в 1962 году. Трое из пятерых дочерей профессора Юлия Геккера (самая старшая — Алиса, средняя — Ирма и самая младшая — Вера) попали в ГУЛаг в сентябре-октябре 1941 года как дети «врага народа».
Один из внуков Юлия Геккера — историк, археолог, доктор исторических наук, профессор Новосибирского государственного университета Юлий Сергеевич Худяков (1947—2021), сын Ирмы Юльевны Геккер (в замужестве Худякова) и Сергея Алексеевича Худякова.
Другой тезка-внук — художник Юлий Анатольевич Ведерников (1943—2015) — сын Ольги Юльевны Геккер (впоследствии Ведерниковой) и пианиста Анатолия Ивановича Ведерникова, ученик В. Я. Ситникова.